# Clavus pusilla
Clavus pusilla é uma espécie de gastrópode do gênero Clavus, pertencente a família Drilliidae.